# Сирийско-туркменский диалект
Сири́йско-туркме́нский диалект (тур. Suriye ağızları) — диалект турецкого языка, на котором говорят сирийские туркмены. Образует особую диалектную зону в составе огузской группы тюркских языков. Распространён на севере Сирии, ближе к границе Турции. Третий по численности в Сирии после арабского и курдского языков.

## Сведения
Является продолжением анатолийских диалектов турецкого языка. Существуют также оценки его как азербайджанского или туркменского диалектов, поскольку среди проживающих в Сирии туркоманов есть как анатолийские турки, оставшиеся со времён османского правления, так и оставшиеся со времён мамлюкского правления азербайджанцы, также существует небольшая диаспора непосредственно туркменов.
Подробные сведения о сирийско-туркменском диалекте относительно их грамматических, фонетических и лексических особенностей и числа его носителей отсутствуют. Однако известно, что сирийско-туркменский диалект отличается от стандартного турецкого языка несколькими ветвями:
- В Байырбуджаке используется говор, схожий с языком турок Хатая;
- В Алеппо и близлежащих районах говор схож с речью жителей Газиантепа и Килиса;
- Проживающие на территории от Тель-Абьяда до Эр-Ракки туркмены говорят на языке, схожем с говором жителей Шанлыурфы.

В 1927 году тюрколог Александр Самойлович в посвящённой тюркским числительным статье «Турецкие числительные количественные и обзор попыток их толкования» упоминает в качестве признака, отличающего диалект «туркменов Северной Сирии» (не путать с народом Туркменистана), сохранение исходной формы для числительных '80' (sekizen) и '90' (dokuzan) (восстановление?) — в остальных огузских употребляются формы вроде seksen и соответственно doksan. Самойлович в свою очередь отсылает к свидетельству Мирзы (Александра) Казем-бека в книге «Общая грамматика» (стр. 98) и Хартманна.
В «Этимологическом словаре» Э. В. Севортяна упоминаются формы segzen, sekizen и даже sekizon; диалекты, содержащие такие формы, описываются как турецкие (Шанлыурфа).
Данные словаря Турецкого лингвистического общества подтверждают наличие разнообразных форм числительных 60 и 70 в собственно турецких диалектах, более того, отмечаются ослабление в конце слов ş > j в различных регионах: beş '5' > bej, béj, taş 'камень' > taj (что нуждается в пояснениях, поскольку ожидаемых примеров на аналогичное интервокальное изменение нет), разнообразные формы для числительных 8 и 9, нетривиальная форма для числительного 30 и многообразие форм по диалектам, озвончение начального s- > z-: sopa > zopa, что имеет параллели в азербайджанском.
Учёный-лингвист Кадир Коч в своей работе по изучению турецкого языка за пределами Турции «Некоторые оценки фонетики алеппского говора сирийско-туркменского диалекта» отмечал некоторые особенности сирийско-туркменского диалекта (в данном случае, говора проживающих в Алеппо сирийских туркмен):
- Звук [æ] (обозначаемый как ə в азербайджанском, но отсутствующий в турецком) присутствует, например, в слове hesabına (произносится как ḥəsebine).
- Фарингальный звук [ʕ], заимствованный из арабского, сохраняется в словах арабского происхождения.
- Гласные могут быть как короткими, так и долгими.
- Назальный звук [ŋ] (обозначаемый как ñ в крымскотатарском) сохранился, например, в словах biñ, Tañrı, biliñiz, в то время как в литературном турецком языке отсутствует (bin, Tanrı, biliniz).
- Буква ğ может сливаться с предыдущей гласной, удлиняя её (yazdığım → yazdıım, değil → deel), произноситься как [g] (yigit вместо турецкого yiğit) или становиться звуком [ɣ] (taɣa вместо турецкого dağa, где он звучит как /daɰa/).
- Согласный k в конце слога или слова, если перед ним стоят a, ı, o и u, переходит в x (как в азербайджанском) в следующих словах: yaxtılar вместо турецкого yaktılar (зажгли), pammıx вместо pamuk (хлопок),  sıcax вместо sıcak (тёплый).
- Метатезы (перестановки звуков в словах), как в азербайджанском: torpax вместо турецкого toprak (земля).
- Удвоение согласных в числительных, как в азербайджанском: ikki вместо iki (два), yeddi вместо yedi (семь).
- Полная гармония гласных, например: sülelesinden вместо турецкого sülalesinden, həralda вместо herhalde или talabalarına вместо talebelerine.

Другой ученый, профессор Хюлья Арслан Эрол, изучая говор проживающих на территории Голанских высот (на границе с Сирией и Израилем) сирийских туркмен, отмечала особенности, часть из которых имеется и в диалекте алеппских туркмен, но также разнится с ним:
- Как и алеппском говоре используются гласный [æ] и согласный [ŋ].
- Звук [ɛ] (как французское «é», отсутствующий в современном турецком) присутствует, например:  gɛlin вместо gelin,  gɛce вместо gece,  bɛş вместо beş.  
  - Он также проявляется при выпадении ğ, подобно говору проживающих в Алеппо туркоманов: söyleyeceğim → söyleyceem, değil → deel.
- Удлинение гласных, характерное для языка, на котором говорят иракские туркмены: deemir вместо demir, henii вместо hani, toblaanırlar вместо toplanırlar.
- Гласная -i в окончаниях -r произносится между ı и i.
- Буква ğ произносится как [ɣ] и может заменять g или k: galdıñız вместо kaldınız, güwənilmez вместо güvenilmez.
- В отличие от литературного турецкого, в говоре сохранён звук [q]: Türqmen вместо Türkmen, gɛrceq вместо gerçek, başqa вместо başka, yuqqarı вместо yukarı.
- Звук [w] заменяет v: yawaş вместо yavaş, ewcilik вместо evcilik, yawru вместо yavru, ew вместо ev.
- Ассимиляция l в сочетаниях -rl- и -nl-: parladım (тур.) → parradım (диал.), türkmenler (тур.) → türqmenner (диал.).

На основании приведенных фактов можно видеть, что сирийско-туркменский диалект с одной стороны, примыкает к анатолийским диалектам турецкого языка, а с другой представляет собой переходный от турецкого к азербайджанскому тип речи. Также есть связь и с литературным туркменским языком, но это остается под вопросом.

## Статус
В настоящее время подавляющее большинство сирийских туркмен, как и остальные народы Сирии, говорит на арабском. В то же время, меценаты и благотворительные фонды, спонсируемые Турцией во время гражданской войны в Сирии, на территориях проживающих компактно сирийских туркмен строят школы с преподаванием турецкого языка.